# Xian de Tanghe
Pour les articles homonymes, voir Tanghe.
Le xian de Tanghe (唐河县 ; pinyin : Tánghé Xiàn) est un district administratif de la province du Henan en Chine. Il est placé sous la juridiction de la ville-préfecture de Nanyang.

## Démographie
La population du district était de 1 280 181 habitants en 1999.